# Jamlitz
Jamlitz (dolnołuż. Jemjelnica) – gmina w Niemczech w kraju związkowym Brandenburgia, w powiecie Dahme-Spreewald, wchodzi w skład urzędu Lieberose/Oberspreewald.
Przez Jamlitz przebiega droga krajowa B320.

## Dzielnice
W skład gminy wchodzą dzielnice:
- Leeskow
- Mochlitz
- Ullersdorf